# Holopogon rugiventris
Holopogon rugiventris là một loài ruồi trong họ Asilidae. Holopogon rugiventris được Strobl miêu tả năm 1906. Loài này phân bố ở vùng Cổ Bắc giới.